# Brezje Dobransko
Brezje Dobransko es una localidad de Croacia situada en el municipio de Skrad, en el condado de Primorje-Gorski Kotar. Según el censo de 2021, tiene una población de 2 habitantes.

## Geografía
Está ubicada a una altitud de 589 m s. n. m., a 117 km de la capital nacional, Zagreb.

## Demografía
| Gráfica de población de Brezje Dobransko 1857-2021                  |
|                                                                     |
| Según los censos de población de la oficina estadística de Croacia. |